# Auxiliary power unit

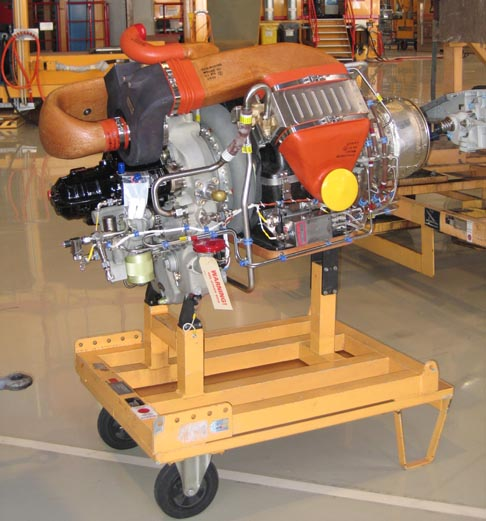
Una APU di un Airbus A320.

L'unità di potenza ausiliaria (in inglese Auxiliary Power Unit, abbreviata in APU) è una macchina installata a bordo di un veicolo per la produzione di energia non direttamente utilizzata a scopo propulsivo. È in genere presente su aeroplani da trasporto, ma anche su alcuni veicoli terrestri ibridi o di grandi dimensioni.

## Aeromobili
Una moderna APU impiegata in campo aeronautico è costituita da una turbina a gas di dimensioni contenute, che, collegata all'impianto elettrico e pneumatico del velivolo, consente di fornire energia agli impianti di bordo quando i motori sono spenti o in caso di avaria dei sistemi principali.

### Storia
Una delle prime APU ad essere usata su un aereo è stato un motore bicilindrico a benzina da 5 hp, montato sull'aereo da ricognizione Pemberton-Billing P.B.31 Nighthawk, nel 1916. Il Boeing 727, nel 1963, fu il primo aereo jet di linea ad utilizzare una turbina a gas come APU, permettendogli di operare nei piccoli aeroporti regionali senza l'ausilio delle attrezzature di terra. Anche se le APU sono state, in passato, installate in diverse parti di vari aeromobili militari e commerciali, nei moderni aerei di linea sono montate nella coda. Lo scarico dell'APU, un piccolo tubo che esce dalla coda dell'aereo, può essere notato nella maggior parte dei moderni aeroplani di linea.
Le APU che equipaggiano gli aeromobili ETOPS (Extended-range Twin-engine Operations, aeromobili bimotori con autonomia estesa) sono dispositivi di sicurezza fondamentali, in quanto forniscono una riserva di elettricità ed aria compressa in caso di un'avaria ad un motore o di un generatore. Mentre alcune APU non possono accendersi mentre l'aereo è in volo ad alta quota, questo tipo di APU devono potersi accendere fino ad altitudini pari alla massima raggiungibile dall'aereo. Applicazioni recenti hanno richiesto l'accensione dell'APU fino a 43 000 piedi (13 000 m).
Nel caso di un'avaria all'APU è richiesta un'unità di avviamento esterna (ground power unit) per alimentare i sistemi dell'aereo ed avviare i motori a terra.

### Tecnica

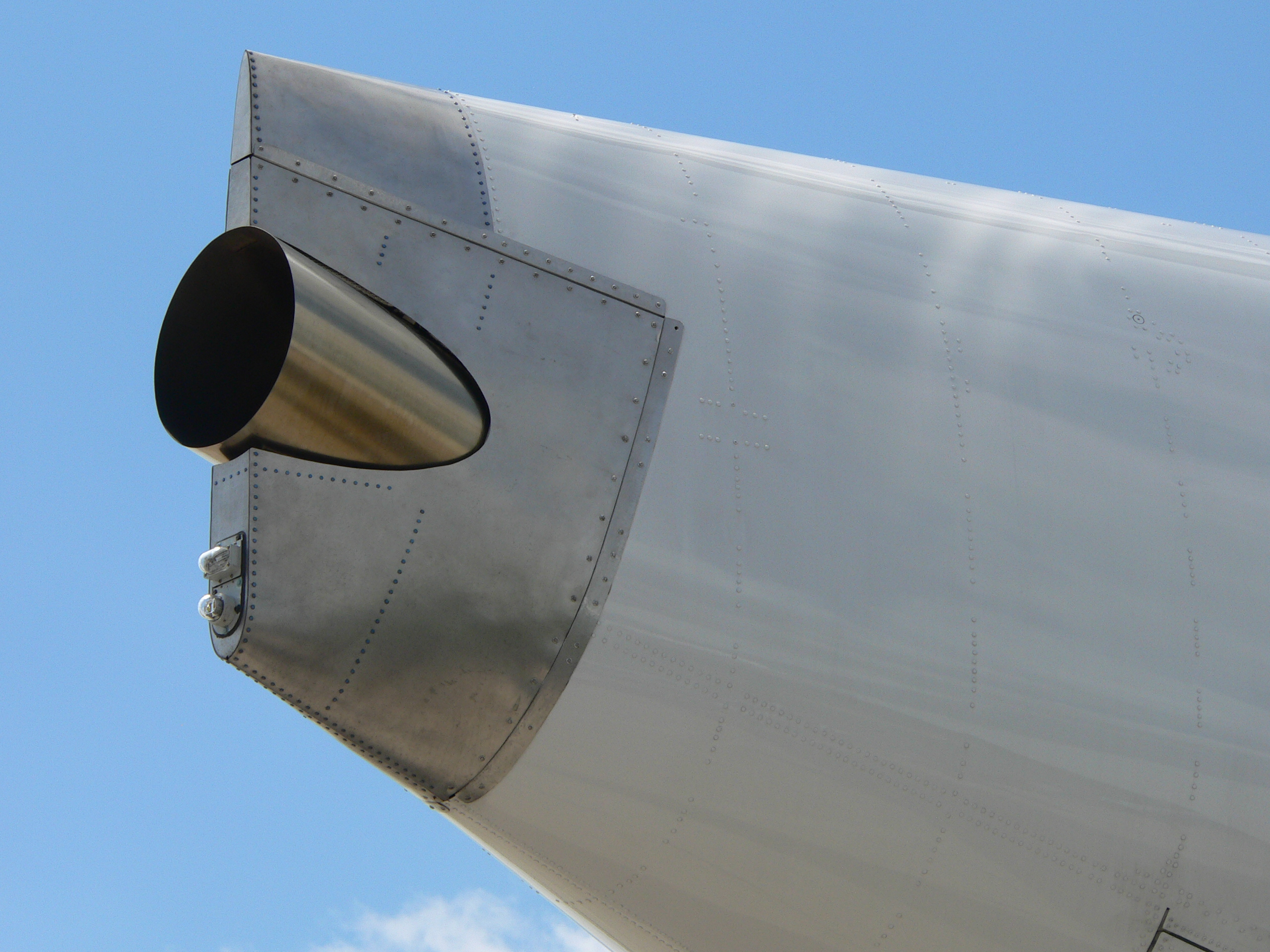
Scarico dell'APU installata su un Airbus A380.

Una tipica APU installata su un velivolo da trasporto commerciale è costituita da tre parti principali: il generatore di gas, il sistema di spillamento dell'aria compressa e la scatola ad ingranaggi.
Il generatore di gas è la turbina a gas vera e propria che trasforma l'energia chimica del combustibile rendendola disponibile sotto forma di energia pneumatica o meccanica. L'energia pneumatica (aria compressa) è ottenuta spillando aria dal compressore del generatore di gas mediante valvole regolatrici.
Un gruppo di riduzione ad ingranaggi collega l'albero motore del generatore di gas a delle prese di potenza sulle quali possono essere montati generatori elettrici o pompe idrauliche e agli accessori necessari al funzionamento dell'APU stessa, come la pompa dell'impianto di lubrificazione e dell'iniezione di carburante. Su alcune APU il generatore elettrico può funzionare anche da motorino di avviamento, eliminando così la necessità di collegare un motore aggiuntivo per la sua accensione.
Sono allo studio anche APU costituite da pile ad ossido solido in grado di fornire l'energia elettrica necessaria.

### Funzioni dell'APU
La funzione principale dell'APU di un aeroplano è quella di fornire l'energia necessaria all'avviamento dei motori principali. Per avviare un motore a turbina è necessario portare la sua velocità di rotazione ad un valore tale (tipicamente tra il 20 ed il 30% della velocità massima) che permetta una compressione sufficiente ad assicurare l'accensione del combustibile in camera di combustione e garantire l'autosostentamento. Da quella velocità di rotazione in su il motore è in grado di accelerare autonomamente al regime di funzionamento desiderato senza apporto esterno di energia. I motori a turbina più piccoli sono in genere avviati da un motore elettrico che, attraverso una scatola ad ingranaggi, mette in rotazione l'albero motore. I motori più grandi impiegano, al posto del motore elettrico, una turbina mossa da aria compressa fornita dall'impianto pneumatico. Dal momento che l'energia necessaria per raggiungere la velocità di rotazione minima per l'autosostentamento di un motore di grandi dimensioni è superiore a quella immagazzinabile in una batteria o serbatoio d'aria compressa di dimensioni e peso ragionevoli, è necessario provvedere ad un impianto di potenza in grado di fornire l'energia necessaria all'avviamento dei motori principali del velivolo.
L'APU risolve questo problema in due stadi: dapprima l'APU viene accesa da un motore elettrico, con l'energia proveniente da una batteria, o una sorgente esterna (ground power unit), poi accelera alla velocità massima, fornendo un quantitativo di energia molto più grande, sufficiente a mettere in moto i motori principali dell'aereo.
Le APU hanno anche altre funzioni ausiliarie. L'energia elettrica e pneumatica è utilizzata per il funzionamento dei sistemi di riscaldamento, condizionamento e ventilazione, prima della messa in moto dei motori. Questo permette alla cabina di essere confortevole mentre i passeggeri si imbarcano, senza la spesa, il rumore ed il pericolo di far funzionare uno dei motori dell'aereo. L'energia elettrica è anche utilizzata per far funzionare i sistemi per i controlli pre-volo o in caso di avaria di uno dei generatori collegati ai motori principali. Alcune APU sono anche connesse ai sistemi idraulici, permettendo agli addetti alla manutenzione e all'equipaggio di agire sui comandi di volo ed ai sistemi elettrici senza l'ausilio dei motori principali. Questa stessa funzione è anche usata in volo, in caso di avaria di un motore o di una pompa idraulica.

## Veicoli ibridi
L'unità di potenza ausiliaria è anche montata su veicoli ibridi "in serie", nei quali il motore (elettrico) che muove il veicolo è meccanicamente scollegato dal motore che genera l'energia elettrica necessaria al suo funzionamento. Su questi veicoli le unità ausiliarie sono in genere costituite da motori a pistoni o Wankel collegati ad un generatore elettrico per ricaricare la batteria o per alimentare direttamente (o anche solo parzialmente) il motore elettrico.
L'efficienza dei motori a combustione interna cambia al variare del numero di giri; nei sistemi ibrido serie i giri del motore ausiliario termico vengono impostati per ottenere sempre la massima efficienza (alla loro potenza nominale) non dovendo subire né accelerazioni né decelerazioni. L'APU viene quindi attivata solo quando è necessario ricaricare la batteria o fornire la massima potenza al motore elettrico.
Recentemente, anche nel campo automobilistico, sono stati sperimentati veicoli ibridi in cui la ricarica della batteria principale è assicurata da pile a combustibile.

## Altri veicoli terrestri

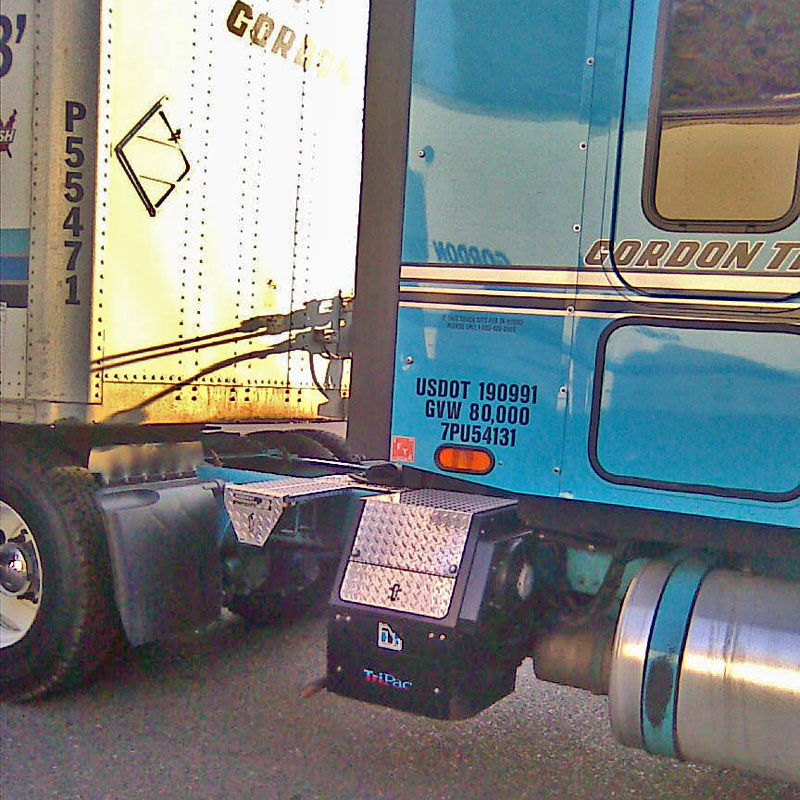
Una unità di potenza ausiliaria diesel montata su un autocarro.

Le APU possono essere installate anche su autocarri convenzionali per alimentare l'impianto di condizionamento e/o di refrigerazione e tutte le altre utenze elettriche del veicolo quando il mezzo è fermo.
Su diversi carri armati sono installate delle unità di potenza ausiliarie che forniscono l'energia elettrica necessaria senza l'elevato consumo ed impronta infrarossa del motore principale. L'M1 Abrams, ad esempio, ha un'APU costituita da un motore Wankel montato nella parte posteriore del mezzo.

## Space Shuttle
Anche la navetta spaziale Space Shuttle era provvista di APU che rappresentavano uno dei componenti più critici. Data la loro importanza, a bordo ne erano presenti tre ridondanti per aumentare la sicurezza (una sarebbe stata sufficiente). A differenza degli aerei, le APU installate sullo Space Shuttle, provvedevano a fornire esclusivamente pressione idraulica e non energia elettrica. Erano utilizzate soltanto durante il lancio e durante la fase di decollo e atterraggio ed erano alimentate ad idrazina, lo stesso propellente ipergolico utilizzato nei sistemi R.C.S. della navetta.
Durante la missione STS-9, due delle tre APU dello Space Shuttle Columbia presero fuoco, ma nonostante ciò la navetta atterrò alla base aerea di Edwards.